# Eois angulata
Eois angulata là một loài bướm đêm trong họ Geometridae.